# Granholmen (Svartbyn)
Granholmen is een onbewoond langgerekt eiland in de Zweedse Kalixrivier met een gebouw erop. Het eiland heeft geen oeververbinding. Het heeft een oppervlakte van ongeveer 2 hectare. De afstand tot de westoever is ongeveer 75 meter, tot de oostoever ongeveer 150 meter. Het eiland ligt ter hoogte van het dorp Svartbyn.